# Сарпсборг
Сарпсборг (норв. Sarpsborg) је значајан град у Норвешкој. Град је у оквиру покрајине Источне Норвешке и управно седиште, али не и највећи град округа Естфолд (то је суседни и нешто већи Фредерикстад).
Према подацима о броју становника из 2011. године у Сарпсборгу живи око 43 хиљаде становника, док у повезаном градском подручју Фредерикстада и Сарпсборга живи преко 100 хиљада становника.

## Географија
Град Сарпсборг се налази у крајње југоисточном делу Норвешке. Од главног града Осла град је удаљен 90 km јужно од града.
Рељеф: Сарпсборг се налази близу јужне обале Скандинавског полуострва. Град се развио на области Доње Гломе. Подручје града је долинско до бреговито, а изнад града се издижу брда. Сходно томе, надморска висина града иде од 20 до 80 м надморске висине.
Клима: Клима у Сарпсборгу је умерено континентална са утицајем Атлантика и Голфске струје. Њу одликују благе зиме и хладнија лета.
Воде: Сарпсборг се развио као пристан у доњем делу тока најдуже норвешке реке Гломе, која е неких 15-ак километара јужно улива у Северног мора. Тако је Сарпсборг је највећи град у држави, који није положен уз море. Река дели град на два дела.

## Историја
Први трагови насељавања на месту данашњег Сарпсборга јављају се у доба праисторије. Данашње насеље основано је у средњем веку, тачније 1016. године. Град се брзо развијао као трговиште.
Током Северног седмогодишњег рата Сарпсборг је био спаљен до темеља, па је норвешко-дански краљ Фредерик II Дански краљевском повељом основао нови град Фредерикстад 15 km јужно од спаљеног града. И поред тога, Сарпсборг је опстао као град и управно седиште овог дела Норвешке.
Током петогодишње окупације Норвешке (1940—45) од стране Трећег рајха Сарпсборг и његово становништво нису значајније страдали.

## Становништво
Данас Сарпсборг има око 43 хиљада у градским границама. Повезано градско подручје Фредерикстада и Сарпсборга насељава преко 100 хиљада становника. Последњих година број становника у граду се повећава по годишњој стопи од 0,5%.

## Привреда
Привреда Сарпсборга се традиционално заснива на индустрији. Последњих година значај трговине, пословања и услуга је све већи.

## Религија
У граду постоји мисионарска парохија Успења Пресвете Богородице СПЦ.

## Збирка слика
- Главна пешачка улица Гаја
- Градска саборна црква
- Нови тржни центар
- Градска кућа Сарпсборга